# Un robatori inesperat
Un robatori inesperat (títol original en anglès, The Con Is On) és una pel·lícula de comèdia de robatoris del 2018 dirigida per James Oakley i coescrita per Alex Michaelides i el mateix Oakley. La pel·lícula és protagonitzada per Uma Thurman, Tim Roth, Alice Eve, Sofía Vergara i Maggie Q. S'ha doblat i subtitulat al català.
Es va estrenar en una versió limitada i a la carta el 4 de maig de 2018 a càrrec de Lionsgate.